# 우에무라 아야코
우에무라 아야코(일본어: 上村 彩子, 1986년 2월 7일 ~ )는 여성 아이돌 그룹 AKB48의 전 팀K의 멤버이다. 코벨 소속.